# Bag
Bag nagyközség Pest vármegyében, az Aszódi járásban.

## Fekvése
A Gödöllői-dombság északkeleti oldalán, a Galga-patak jobb partján fekszik, Budapesttől 39, Gödöllőtől 13 kilométerre kelet-északkeletre.
A közvetlenül határos települések: észak felől Aszód, kelet felől Hévízgyörk, délkelet felől Galgahévíz, dél felől Vácszentlászló, délnyugat felől Gödöllő (Máriabesnyő), északnyugat felől pedig Domony.

### Megközelítése
Két legfontosabb közúti megközelítési útvonala a főváros, illetve az ország távolabbi részei felől a 3-as főút és az M3-as autópálya, előbbi északkelet felől kerüli el a belterületet, utóbbi pedig úgyszólván kettészeli azt, és ott csomópontja (továbbá a nyugati külterületei között egy pihenőhelye) is van.
A környező kisebb települések közül Hévízgyörk és azon keresztül Tura felől Bag a 3105-ös úton érhető el – ez a település főutcája is –, Domonnyal és azon keresztül Ikladdal pedig a 21 115-ös számú mellékút kapcsolja össze.
A hazai vasútvonalak közül a Budapest–Sátoraljaújhely-vasútvonal érinti, melynek egy megállási pontja van itt, Bag megállóhely, a belterület északi részén, közvetlenül a 3105-ös út vasúti keresztezése mellett.

## Története
A falu határában és belsejében talált számos régészeti lelet közül a legrégebbi az újkőkori Vonaldíszes kerámia kultúrából származó leletek és az ásatások által felszínre hozott rézkori, bronzkori, és római kori tárgyak azt bizonyítják, hogy azóta folyamatosan lakott és a török hódoltság idején sem elnéptelenedett település.
Első fennmaradt okleveles említése 1394-ből való Baag formában, első ismert pecsétje pedig1740-ből származik. Első tulajdonosa valószínűleg az Ákos nemzetség volt, majd Luxemburgi Zsigmond, a Báthoryak és később az Esterházyak birtokolták. 1703-ban 68 adófizető családfőt írtak össze a településen.
1736-ban Grassalkovich Antal megvásárolta a község negyedét, és 10 évvel később a fennmaradó birtokrész is a tulajdonába került. Ő építtette a templomot az 1770-es évek elején, és ő telepítette be a környékre a németeket és a szlovákokat.

## Gazdaság
Napjainkban az ipari központok közelsége miatt az itt lakók közül kevesen dolgoznak a községben, a munkavállalóik 90%-a a környező települések valamelyikén vagy a fővárosban keresi kenyerét.

## Nevezetességei
- A nagy, egyhajós barokk stílusú római katolikus templomot gróf Grassalkovich Antal végrendelete szerint 1772–1774 között építették. Bejárata mellett az egyik oldalon Szent András, a másikon Szent János apostol szobra áll – magát a templomot is András apostol tiszteletére szentelték fel. Homlokzati tornya 1945-ben súlyosan megrongálódott, ezért részben újjá kellett építeni: a torony felső része és sisakja 1963-ban készült. Tágas, csehsüveg boltozatos belső terét újabb keletű festmények díszítik. Berendezése késő barokk, illetve kora klasszicista stílusú.
- Nepomuki Szent János szobra (barokk, 18. századi, az Aranyos-patak és az autópálya-felüljáró hídjának tövében).
- A szoborhoz közel áll az átalakított és felújított Turbina malom. A malom egykori gépei közül kettő az aszódi Petőfi Múzeumban tekinthető meg.
- Csárdák:
  - A falu határában áll az 1820-as években épített, népies klasszicista stílusú Kisbagi csárda;
  - a Csintoványi dűlőben, a régi téglavető helyén áll a Csintó csárda.
- A Csintó csárda közelében fakad a Petőfi-forrás.
- Bag 600 éves – emlékoszlop, Pannonhalmi Zsuzsa műve (1994). A sumér pecsétnyomó hengert formázó oszlop Bag történetét meséli el hat tételben:
  - őskor,
  - Emese álma,
  - török idők,
  - 1848-49,
  - hagyományos épületek,
  - Muharay-együttes.
- Ugyancsak a 600 éves évfordulóra állították a turul-szobrot.
- Az első világháborús emlékművet 1918-ban emelték a világháború áldozatainak emlékére. 1948-ban kiegészítették.
- A második világháborús emlékmű a templom kertjében áll. A monolit négy oldalába az elesettek neveit vésték be.

## Bagi Muharay Népi Együttes
Az együttes 1950-ben alakult, tagjai között vannak gyermekek, felnőttek és idősebbek egyaránt. Az együttes évtizedek óta dolgozik a hiteles néphagyományok és néptánckultúra megőrzése érdekében. Több országban szerepelt már a magyar archaikus örökségek bemutatójaként, küldöttjeként.
Az együttes számos sikert aratott, elismerést, díjat, kitüntetést szerzett. Ilyen a 2003-ban alapított Csokonai Vitéz Mihály Közösségi Munkáért Díj állami kitüntetés. Több alkalommal ítélték neki a Kiválóan Minősült elismerést is. 2008 decemberében a Pest megye Kultúrájáért kitüntetést vehette át.

## Képtár

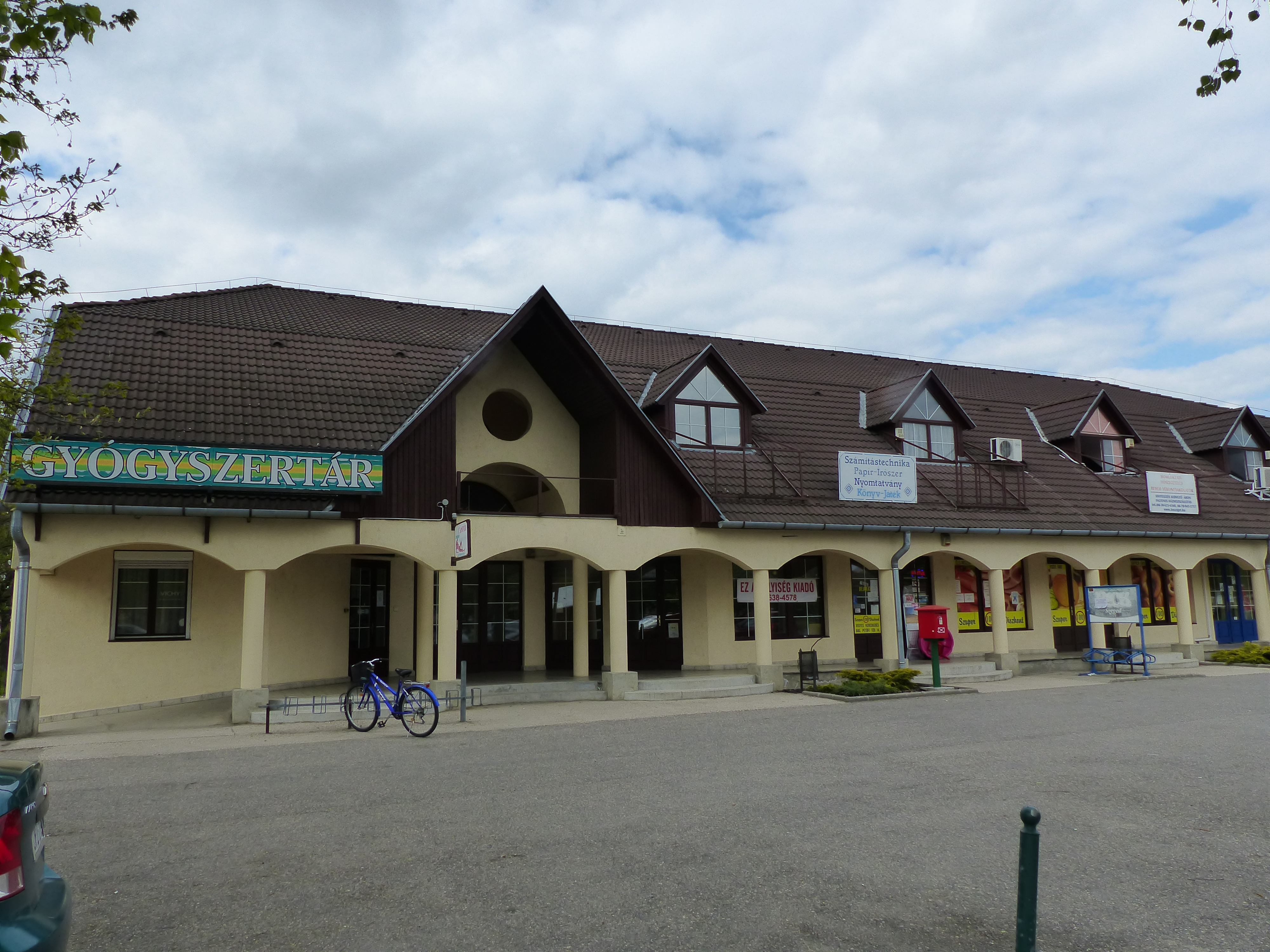
Gyógyszertár
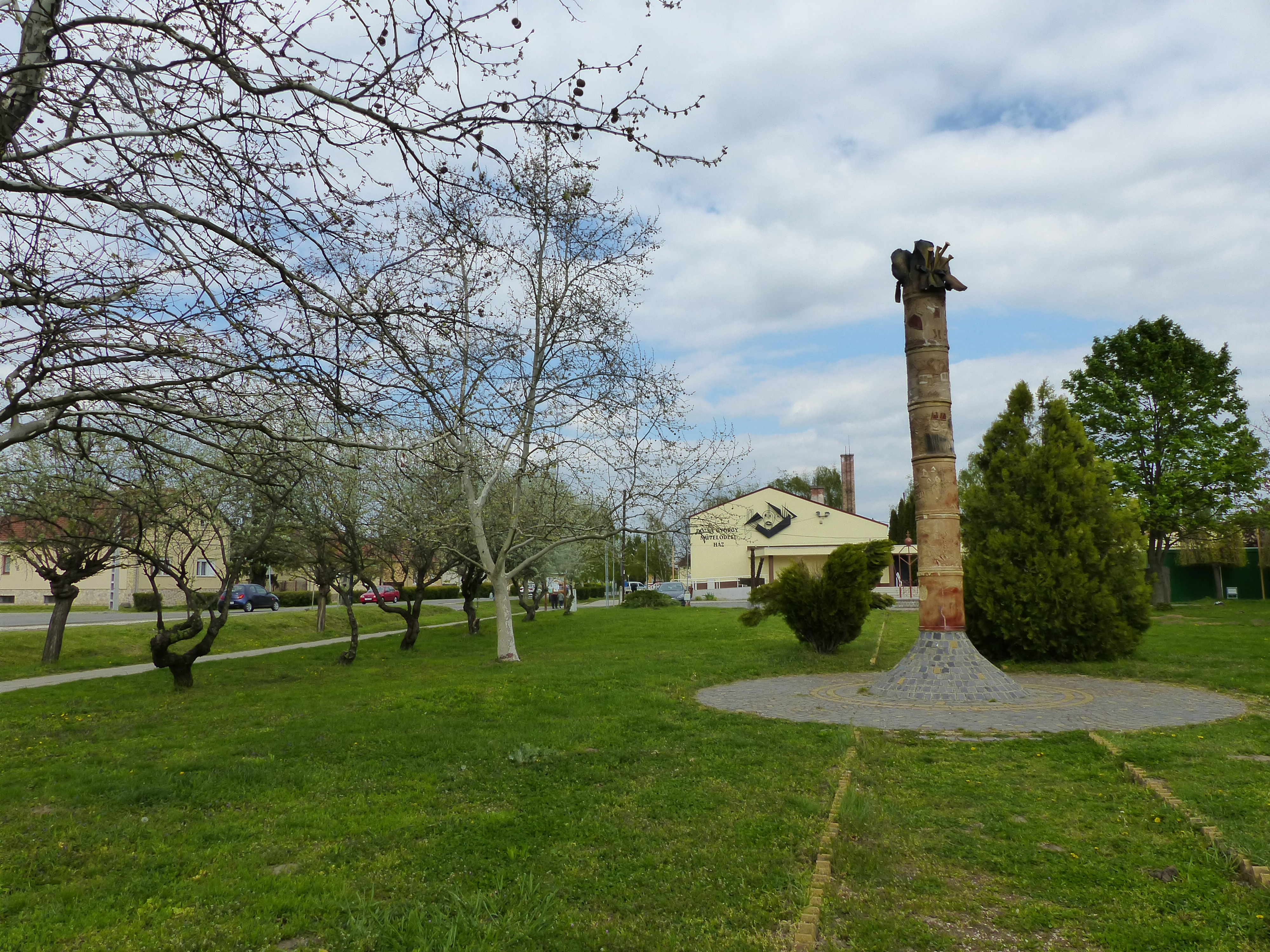
Emlékpark
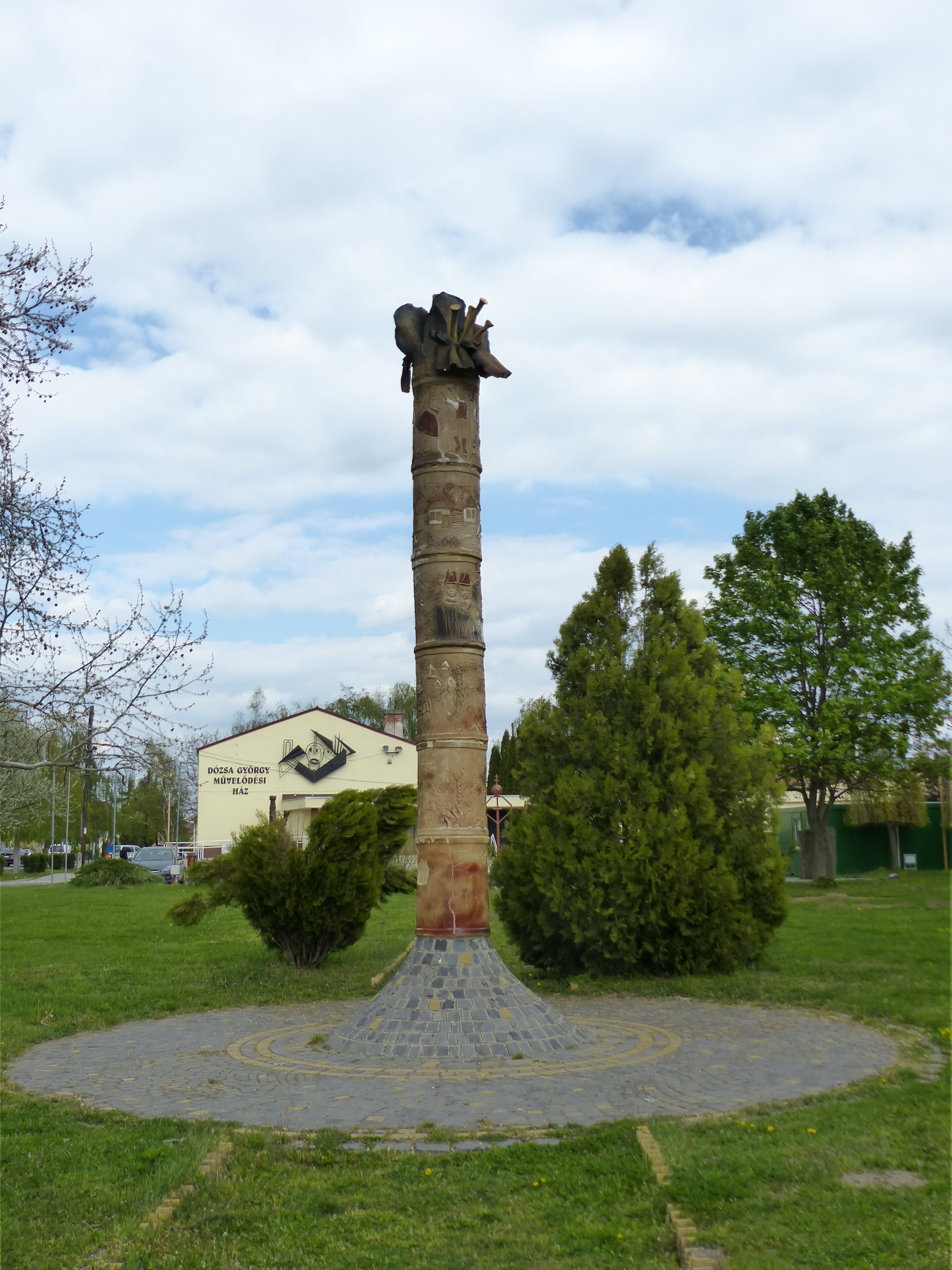
Emlékmű
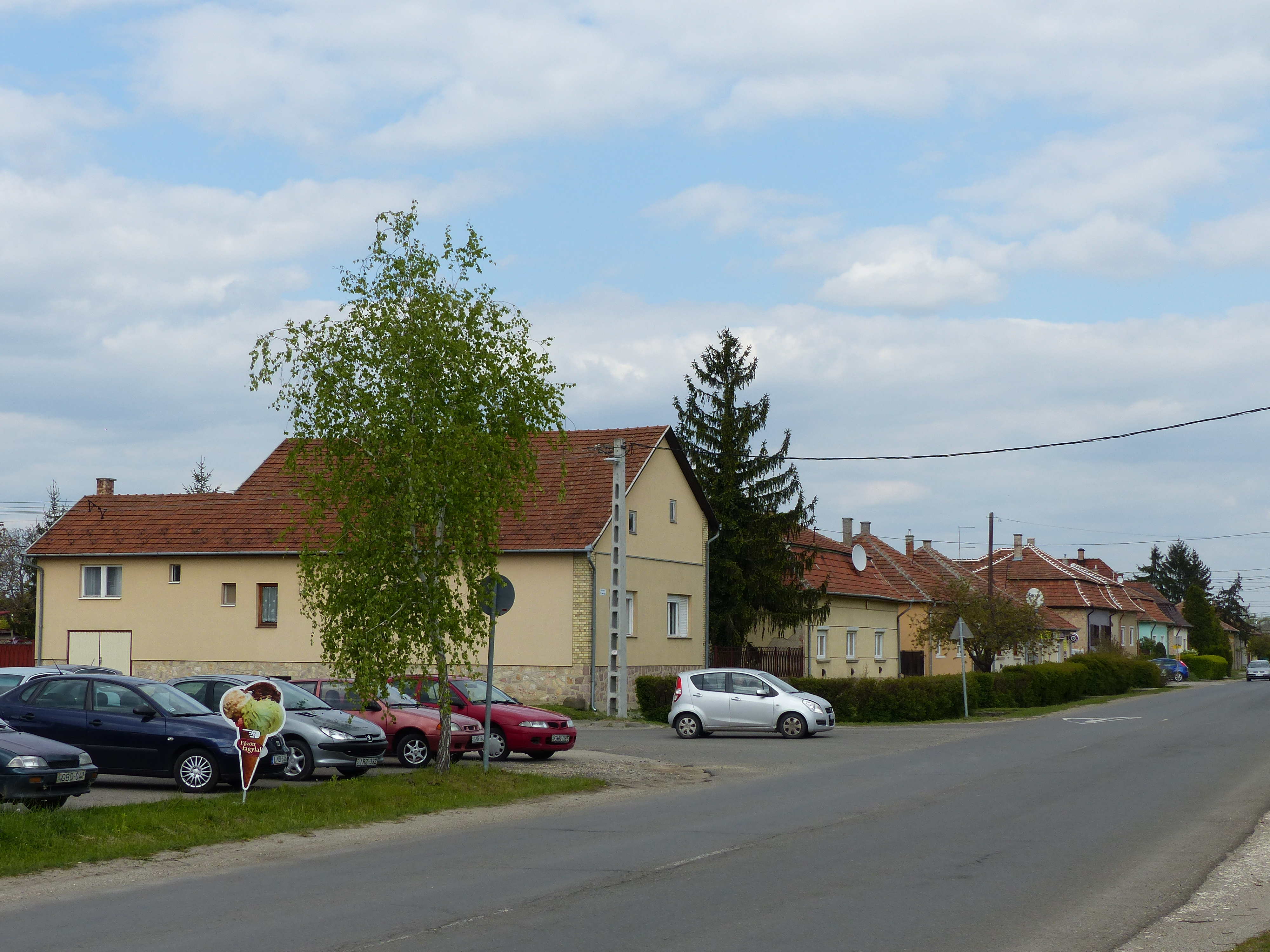
Fő utca
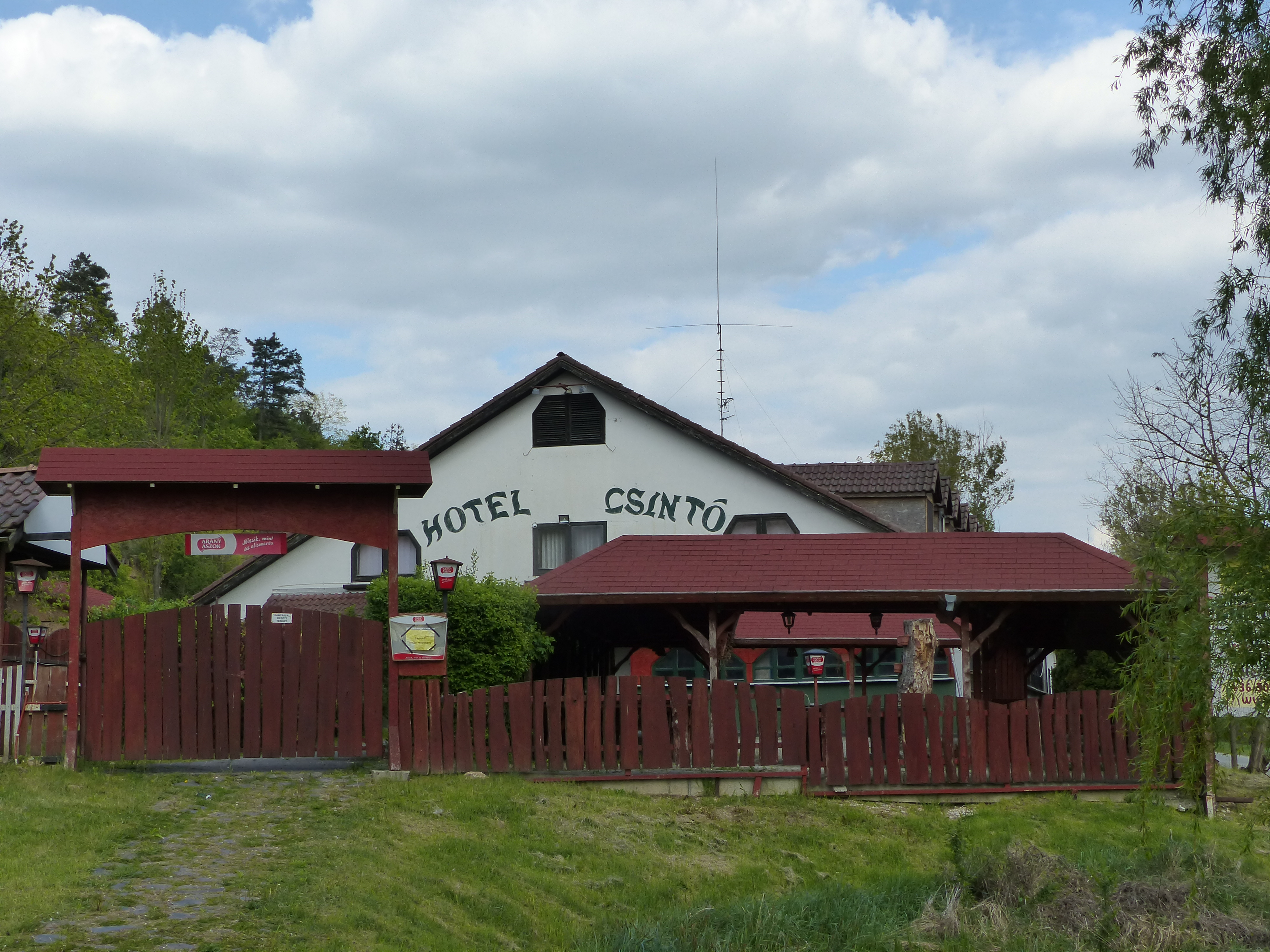
Csintó Szálloda
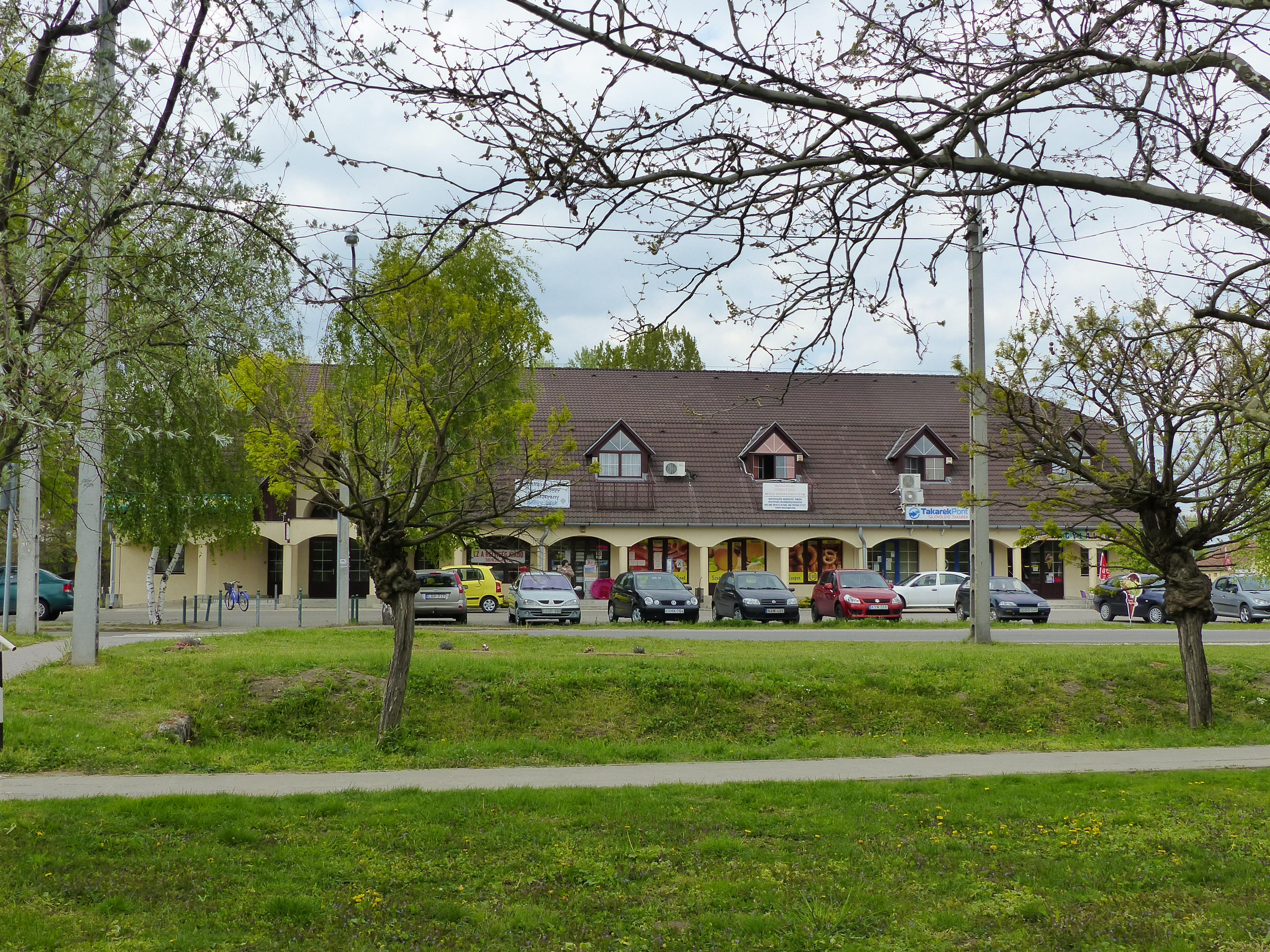
Bag
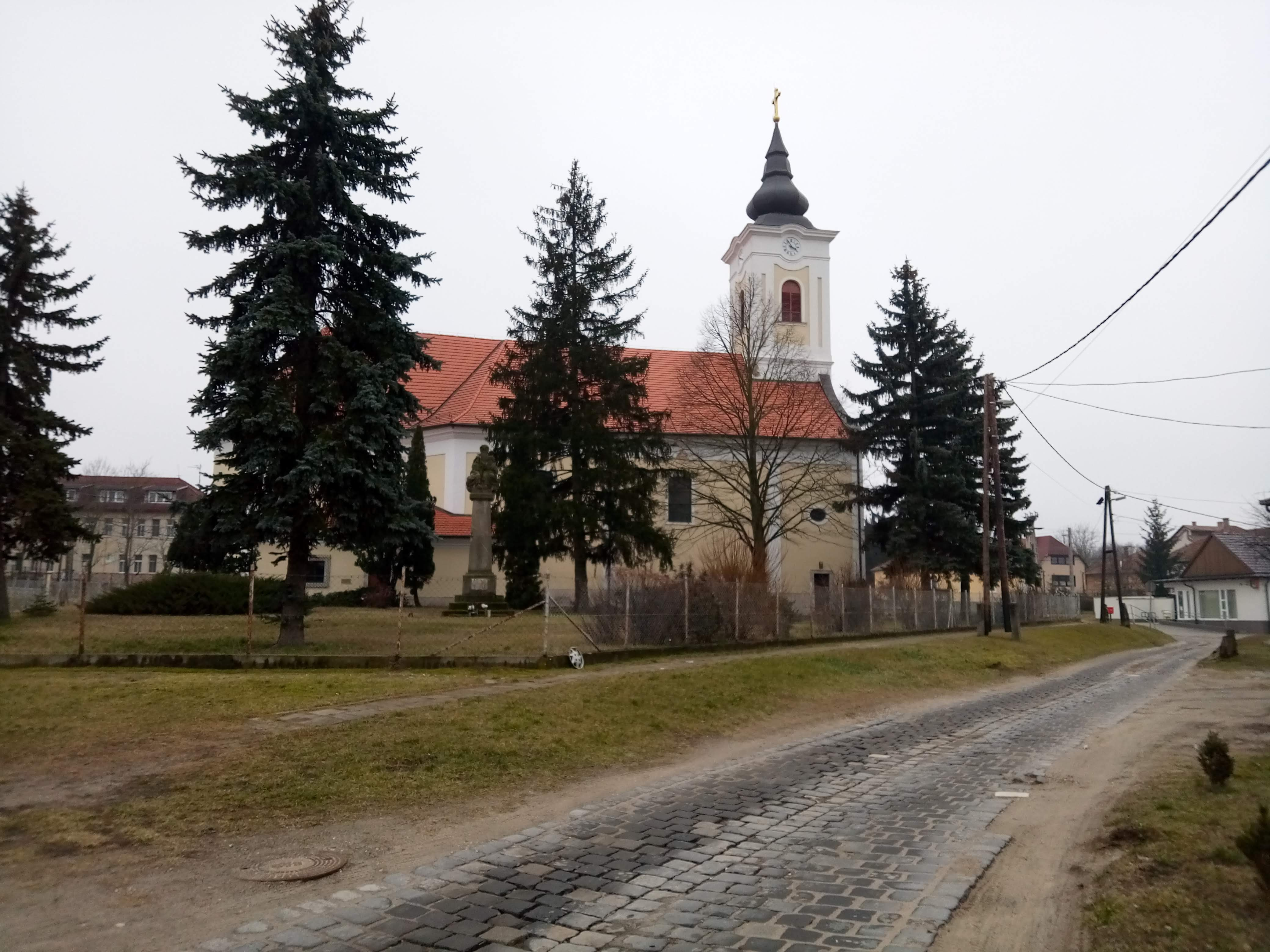
Szent András római katolikus templom

## Közélete

### Polgármesterei
- 1990–1994: Jamrik László (független)[3]
- 1994–1998: Jamrik László (független)[4]
- 1998–2002: Jamrik László (független)[5]
- 2002–2006: Jamrik László (független)[6]
- 2006–2010: Tóth Gábor (Fidesz-KDNP)[7]
- 2010–2014: Tóth Gábor (Fidesz-KDNP)[8]
- 2014–2019: Jamrik László (független)[9]
- 2019–2024: Palya Zoltán (független)[10]
- 2024– : Palya Zoltán (független)[1]

## Népesség
A település népességének változása:
| Lakosok száma | 3710 | 3643 | 3703 | 3810 | 3761 | 3718 | 3682 |
|               | 2013 | 2014 | 2018 | 2021 | 2022 | 2023 | 2024 |

A 2011-es népszámlálás során a lakosok 88,4%-a magyarnak, 5,1% cigánynak, 0,6% németnek, 0,7% románnak, 0,2% szlováknak mondta magát (11,4% nem nyilatkozott; a kettős identitások miatt a végösszeg nagyobb lehet 100%-nál). A vallási megoszlás a következő volt: római katolikus 64,4%, református 3,6%, evangélikus 2,5%, felekezeten kívüli 6,3% (20,7% nem nyilatkozott).
2022-ben a lakosság 90,5%-a vallotta magát magyarnak, 2,2% cigánynak, 0,5% németnek, 0,5% románnak, 0,2% bolgárnak, 0,2% ukránnak, 0,2% ruszinnak és örménynek, 2,7% egyéb, nem hazai nemzetiségűnek (9,3% nem nyilatkozott; a kettős identitások miatt a végösszeg nagyobb lehet 100%-nál). Vallásuk szerint 40,9% volt római katolikus, 4,5% református, 2,1% evangélikus, 0,4% görög katolikus, 2,1% egyéb keresztény, 1% egyéb katolikus, 9,5% felekezeten kívüli (39,1% nem válaszolt).